# 港島站
港島站（日语：／ Minatojima eki */?）位於兵庫縣神戶市中央區港島中町四丁目，是神戶新交通港灣人工島線的鐵路車站。車站編號為P07。車站周邊有許多大學校區，因此加上副站名「校園前」。

## 歷史
- 1981年（昭和56年）2月5日 - 隨著港灣人工島線開業，本站開業，當時站名為市民醫院前站[1]。
- 1995年（平成7年）
  - 1月17日 - 由於阪神大地震影響，全線停止運行。
  - 5月22日 - 中公園站 - 南公園站 - 北埠頭站間復駛。
- 2004年（平成16年）
  - 11月20日、21日 - 由於延伸至神戶機場的工程施工，全線暫停營業。
  - 11月22日 - 新1號月台啟用，舊月台暫停使用。
- 2005年（平成17年）9月10日、11日 - 由於延伸至神戶機場的工程施工，全線暫停營業。
- 2006年（平成18年）2月2日 - 路線複線化，舊月台改稱為2號月台，再次啟用。
- 2008年（平成20年）4月1日 - 根據贊助商命名權契約，本站加上副站名「校園前」，契約期間為3年[2][3]。
- 2011年（平成23年）7月1日 - 本站改稱為港島站（副站名不變）[1] [4][5]。

## 車站構造
側式月台2面2線的高架車站。
車站1樓為大廳，2樓為月台。站內設有電梯、電扶梯、多功能廁所、AED。
開業當初只有1面1線（現在的2號月台）。隨著神戶機場延伸工程開發鐵道複線化，增設現今的1號月台。
| 月台 | 路線          | 目的地               |
| ---- | ------------- | -------------------- |
| 1    | ■港灣人工島線 | 往 神戶機場 / 北埠頭 |
| 2    | ■港灣人工島線 | 往 三宮              |

## 使用狀況
2019年（令和元年）度1日平均上車人次為8,030人，在神戶新交通的車站中排名第4，港灣人工島線的車站中排名第2，僅次於三宮站。
1989年（平成元年）以來年度別1日平均上車人次如下表。
| 年度               | 1日平均 上車人次 |
| ------------------ | ---------------- |
| 1989年（平成元年） | 5,671            |
| 1990年（平成02年） | 4,868            |
| 1991年（平成03年） | 5,482            |
| [992年（平成04年） | 5,697            |
| 1993年（平成05年） | 6,425            |
| 1994年（平成06年） | 6,268            |
| 1995年（平成07年） | 4,844            |
| 1996年（平成08年） | 5,904            |
| 1997年（平成09年） | 5,178            |
| 1998年（平成10年） | 4,816            |
| 1999年（平成11年） | 5,162            |
| 2000年（平成12年） | 4,467            |
| 2001年（平成13年） | 4,036            |
| 2002年（平成14年） | 3,926            |
| 2003年（平成15年） | 3,932            |
| 2004年（平成16年） | 3,945            |
| 2005年（平成17年） | 4,033            |
| 2006年（平成18年） | 5,000            |
| 2007年（平成19年） | 6,384            |
| 2008年（平成20年） | 6,888            |
| 2009年（平成21年） | 7,425            |
| 2010年（平成22年） | 7,945            |
| 2011年（平成23年） | 6,649            |
| 2012年（平成24年） | 6,260            |
| 2013年（平成25年） | 6,603            |
| 2014年（平成26年） | 6,710            |
| 2015年（平成27年） | 7,328            |
| 2016年（平成28年） | 7,986            |
| 2017年（平成29年） | 8,148            |
| 2018年（平成30年） | 8,252            |
| 2019年（令和元年） | 8,030            |

## 車站周邊
- 神戶大學尖端融合研究環統合研究據點
- 甲南大學港島校區
- 兵庫縣立大學港島校區
- 神戶學院大學港島校區[1]
- 神戶女子大學、神戶女子短期大學港島校區[1]
- 兵庫醫療大學[1]
- 神戶學院大學附屬高等學校
- 神戶阿里斯頓酒店
- gourmet city 港島店 （超市）
- Toho 港島店（超市）
- FamilyMart 港島站前店

### 公車路線
可搭乘神姬巴士。
港島站前站（車站東側）
- 往 三宮站客運站前
- 往 神戶站南口
- 往 MOL／青少年科學館
- 往 中央市民醫院 （經過IKEA神戶）／IKEA神戶／MOL／KIO

## 相鄰車站
神戶新交通
港灣人工島線
中公園（P04）－港島（P05）－市民廣場（P06）

## 外部連結
- 港島站 （页面存档备份，存于） - 神戶新交通